# Computer Sciences Corporation

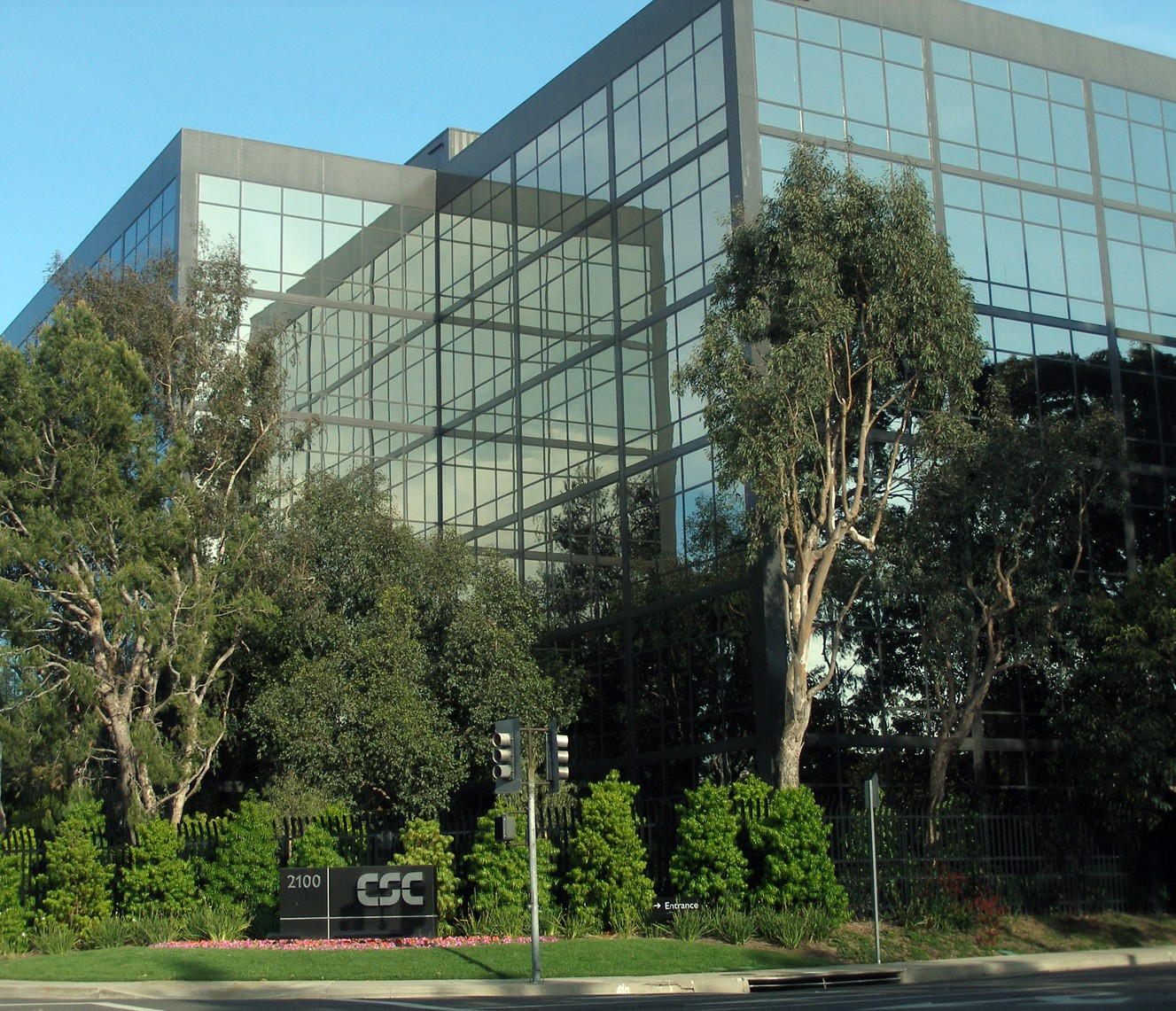
Sede da CSC

A Computer Sciences Corporation (CSC) é uma empresa de tecnologia de informação (TI) e prestadora de serviços às empresas, sediada em El Segundo, Califórnia, E.U.A..
A CSC é uma das cinco maiores companhias globais de Serviços de TI, segundo Gartner e IDC, e vem passando por uma reestruturação global que permitirá a empresa alcançar no Brasil um lugar de destaque no mercado local.
Com mais de 50 anos de experiência e 90.000 funcionários em todo o mundo a empresa está presente em 70 países, A CSC é uma empresa líder no segmento de consultoria para as indústrias de Petróleo, Utilities, Mineração, Telecomunicações, Manufatura, Produtos de Consumo, Finanças e Setor Público, além de contar com mais de 20 Global Delivery Centers para Desenvolvimento e Manutenção de Aplicações, BPO e Outsourcing de Infraestrutura. A CSC está na "Fortune Global 1000" entre as quinze maiores indústrias dos Estados Unidos com negócios com o governo.
Por ser líder mundial em consultoria de TI para desenvolvimento de serviços e soluções de negócios, as maiores empresas e as principais agências governamentais buscam a parceria dessa empresa quando a entrega de soluções é crítica para sua missão. Sua rede de atendimento global fornece soluções e serviços consistentes, processos comuns, recursos capacitados e altamente especializados com ótima relação custo-benefício.
No Brasil a empresa possui experiência em grandes corporações, tais como: 8 das 20 maiores empresas de negócios globais, 7 das 20 maiores empresas prestadoras de serviços, 6 das 10 maiores empresas de energia, 6 das 10 maiores indústrias, 2 das 5 maiores empresas de telecomunicação. Comprovando assim nossa qualidade, eficiência e comprometimento na entrega de projetos complexos para empresas de grande porte por meio das soluções de: Outsourcing, Cloud Computing, Virtualização, Integração de Sistemas SAP, Fábrica de Software e Testes, Otimização da Cadeia Logística, Consultoria de Gestão, Soluções de Tecnologia, AMS: Billing e BPM/SOA.
A história da CSC começou em Abril de 1959, quando foi fundada por Roy Nutt, Fletcher Jones e Bob Patrick, que saiu da empresa após alguns meses. Seu objetivo era fornecer ferramenta de programação, feitas em linguagem de montagem e um compilador denominado Jones, que gerenciavam o negócio e comercialização final de mercadorias. Obteve um contrato com a Honeywell que deu rentabilidade e respeito ao seu negócio dentro da indústria. Em 1961 a empresa fez uma grande mudança para o setor da indústria espacial, quando obteve um contrato para apoiar a NASA em seu "Jet Propulsion Laboratory" (laboratório de propulsão a jato). Depois de quatro anos da sua fundação, a CSC tornou-se a maior companhia de software nos Estados Unidos. Até ao final da década de 1960, a CSC foi listada na New York Stock Exchange e tem operações no Canadá, Reino Unido, Alemanha, Itália, Holanda.
Em 10 de julho de 2009, a CSC adquiriu as operações da BearingPoint no Brasil.
CSC no Brasil
Em 2013 a CSC iniciou um processo de reestruturação global com um desenho de estrutura interna que, entre outros objetivos, possibilita que através de uma nova gestão a Empresa amplie sua área de atuação integrando as operações de mais de 20 empresas adquiridas nos últimos anos.
Alinhada com o novo posicionamento da empresa, no Brasil uma das prioridades da CSC é investir na adaptação local de ofertas de softwares para segmentos como energia, finanças, manufatura, recursos naturais e serviços públicos; acelerando a adoção de tecnologias classificadas como de próxima geração, através de investimentos que permitiram replicar no país a representatividade que a empresa possui globalmente.

## Aquisições
- Vixia (2011)
- BearingPoint Brasil (2009)
- Covansys Corporation Limited (2007)
- DataTrac Inc. (2006)
- DynCorp (2003)
- PMSC/Mynd (2001)
- Nichols Research Corporation (1999)
- Continuum (1996)
- Index Group (1988)

## Softwares
- Cyber Life
- EXCEED
- Vantage
- LIFE/400
- LIFE/Asia
- POLISY/400
- POLISY/Asia
- GROUP/Asia
- Futurefirst